# Миф о Леониде
«Миф о Леони́де» — художественный фильм Дмитрия Долинина по сценарию Павла Финна, развивающий одну из версий убийства Леонидом Николаевым видного советского политического деятеля, руководителя Ленинградской парторганизации ВКП(б) Сергея Мироновича Кирова.

## Сюжет
Индивидуальный бунт «маленького человека» Леонида Николаева превращается в итоге в один из наиболее громких судебных процессов 1930-х годов.
В противовес официальной политической версии убийства, уцелевший в ходе «чисток» генерал НКВД А. М. Орлов (на Западе А. Орлова называли генералом, так как его звание майор госбезопасности соответствовало армейскому званию комбрига) излагает свою, бытовую версию убийства, в которой Николаев предстаёт героем, посягнувшим на жизнь государственного деятеля.

## В ролях
| Актёр              | Роль                                              |
| ------------------ | ------------------------------------------------- |
| Сергей Гамов       | «маленький человек» Леонид Николаев главный герой |
| Нийоле Нармонтайте | Мильда Драуле                                     |
| Анжелика Неволина  | Маруся                                            |
| Борис Бирман       | Роман                                             |
| Габриэль Воробьёв  | сотрудник НКВД                                    |
| Ольга Тарасенко    |                                                   |
| Валерий Кравченко  | Глеб Иванович                                     |
| Виктор Бычков      | сексот                                            |
| Борис Кожемякин    | Сергей Киров                                      |
| Татьяна Пилецкая   | Фира Абрамовна                                    |
| Любовь Соколова    |                                                   |
| Зоя Буряк          | секретарша Верочка                                |

Роль Сергея Гамова в 1993 году отмечена жюри фестиваля «Созвездие» как лучший кинодебют и специальным призом Роскомкино «Серебряный кинжал».